# Durval Orlato
Durval Lopes Orlato (Jundiaí, 21 de abril de 1964) é um administrador, ferramenteiro, professor universitário e um político brasileiro.
Iniciou sua carreira política em 1997 como vereador de Jundiaí pelo Partido dos Trabalhadores (PT), reelegendo-se por mais dois mandatos.
Nas eleições de 2002 Durval elegeu-se para ocupar o cargo de Deputado Federal por São Paulo, renunciando, assim, ao seu mandato de vereador em Jundiaí. Já em 2007 tentou a reeleição à Câmara Federal, porém ficou como suplente.
Após seu último mandato como vereador, foi eleito vice-prefeito de Jundiaí a partir da chapa de Pedro Bigardi (PCdoB). Além disso, assumiu também o cargo de Secretário Municipal de Educação de Jundiaí.. Em julho de 2015 desfiliou-se do Partido dos Trabalhadores (PT) por discordar dos rumos do partido.
Em 2016, filiou-se ao Partido Republicano da Ordem Social (PROS). com objetivo apenas de montar uma chapa de vereadores com candidatos novos, que nunca tivessem sido eleitos. Conseguiu, elegeu um vereador e dois suplentes bem votados. Em março de 2017 saiu do Partido Republicano da Ordem Social (PROS) e preferiu não participar de nenhuma outra agremiação partidária.
De 2017 a 2020 assumiu o cargo de Secretário de Governo e Gestão no Município de Campo Limpo Paulista - SP.